# Лоботомия

Префронтальная лоботомия

Лоботоми́я (от др.-греч. λοβός «доля» + τομή «разрез») — устаревший вид хирургического вмешательства, форма психохирургии, нейрохирургическая операция, при которой одна из долей мозга (лобная, теменная, височная или затылочная) иссекается или разъединяется с другими областями мозга. Префронта́льная лоботоми́я — вид лоботомии, предполагающий частичное удаление лобных долей. Следствием такого вмешательства является исключение влияния лобных долей мозга на остальные структуры центральной нервной системы, выражающееся преимущественно в абулии.
Употребляется также термин лейкотоми́я (от др.-греч. λευκός «белый» + τομή «разрез»).
После префронтальной лоботомии больному выставлялся пожизненный диагноз «синдром лобной доли (код F07 по МКБ-10)».
На данный момент данная процедура запрещена и не проводится легально ни в одной стране мира.

## История лоботомии на Западе

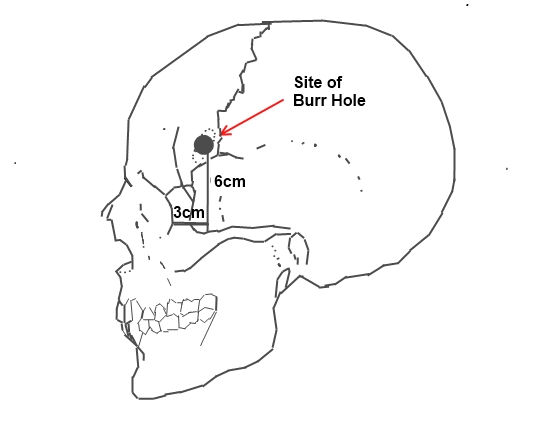
Первоначальная схема лейкотомии

Лоботомию разработал в 1935 году португалец Антониу Эгаш Мониш. Он выдвинул гипотезу, что пересечение афферентных и эфферентных волокон в лобной доле может быть эффективным в лечении психических расстройств. Первая операция была проведена в 1936 году. Так как из-за подагры Мониш не мог провести её сам, операция была выполнена профессором нейрохирургии Алмейдой Лимой (порт. Almeida Lima) под его руководством. Мониш назвал операцию «лейкотомия», поскольку сами лобные части не повреждались, а прорезалось лишь белое вещество, преимущественно под полем 10, соединяющее лобные доли с другими отделами мозга. Данная процедура рекламировалась как средство спасения в безнадёжных ситуациях.
Процедура лоботомии состояла в следующем: с помощью проводника в мозг вводилась петля (кюретка), и вращательными движениями совершалось повреждение ткани мозга. Выполнив около ста таких операций и проведя катамнестическое наблюдение за пациентами, состоявшее в субъективной оценке психического состояния, Эгаш Мониш сообщил об успехе этой операции и стал её популяризировать. В 1936 году он опубликовал результаты оперативного лечения 20 своих первых пациентов: 7 из них выздоровели, у 7 наступило улучшение, тогда как у 6 не наблюдалось никакой положительной динамики.
Фактически Эгаш Мониш осуществил наблюдение лишь за несколькими пациентами, а большинство из них после операции уже никогда не видел. Хотя в научной аудитории качество исследований подвергалось критике, Эгаш Мониш написал сотни статей и книг о лоботомии. Непосредственно после сообщения Эгаша Мониша о своём открытии последовали критические высказывания со стороны научного сообщества: так, S. Cid утверждал, что изменения, наблюдаемые Эгашем Монишем у пациентов после операции, следовало бы сопоставить с последствиями травмы головного мозга и что по сути эти изменения представляют собой деградацию личности. Пол Корбон отметил, что нанесение увечий органу не может улучшить его функции и что мозговые повреждения, вызванные лоботомией, влекут за собой риск последующего развития менингита, эпилепсии и мозговых абсцессов. Несмотря на это, сообщение Мониша привело к быстрому принятию процедуры на экспериментальной основе отдельными клиницистами в Бразилии, Кубе, Италии, Румынии и США.
В 1949 году Эгаш Мониш был удостоен Нобелевской премии по физиологии и медицине «за открытие терапевтического воздействия лейкотомии при некоторых психических заболеваниях».
В результате лоботомии перерезались нейронные связи (например, в области лобной доли неокортекса), следствием чего становилось торможение процесса активного возбуждения неокортекса по сигналам, идущим от подкорковых структур мозга — в частности, гипоталамуса, — и генерирующим эмоции, необходимые для логического выбора на уровне неокортекса поведенческой доминанты. При нарушении обмена нейротрансмиттеров, в частности дофамина, у человека могут развиваться маниакальные и психотические состояния, «лекарством» от которых и была названа лоботомия по методу Антониу Эгаша Мониша. При этом у пациента перерезались проводящие пути между зонами ассоциативного логического выбора решения (неокортекс, лобная доля) и эмоциональными центрами (например, гипоталамус), вследствие чего такой человек становился неспособным к самостоятельному принятию решений и превращался в безвольное, несамостоятельное существо, склонное к «вегетативному» существованию.
В начале 1940-х годов лоботомия уже широко применялась в США. Во время Второй мировой войны психиатрические отделения госпиталей Управления по делам ветеранов были заполнены множеством солдат, возвращавшихся с фронта и испытавших тяжёлое душевное потрясение. Эти пациенты часто оказывались в состоянии возбуждения, и чтобы осуществлять контроль над ними, требовалось множество медсестёр и другого вспомогательного медперсонала, что приводило к необходимости больших расходов. Таким образом, одной из главных причин широкого распространения лоботомии стало стремление снизить расходы на содержание обслуживающего персонала.
Клиники Управления по делам ветеранов спешно организовали курсы для ускоренного обучения хирургов методу лоботомии. «Дешёвый» метод позволял «лечить» многие тысячи американцев, содержавшихся на тот момент в закрытых психиатрических учреждениях, и мог сократить расходы на эти учреждения на 1 000 000 долларов в день. Об успехах лоботомии писали ведущие газеты, привлекая к ней внимание общественности. Тогда отсутствовали эффективные методы лечения психических расстройств, а случаи возвращения пациентов из закрытых учреждений в общество были крайне редкими, поэтому и приветствовалось широкое использование лоботомии.

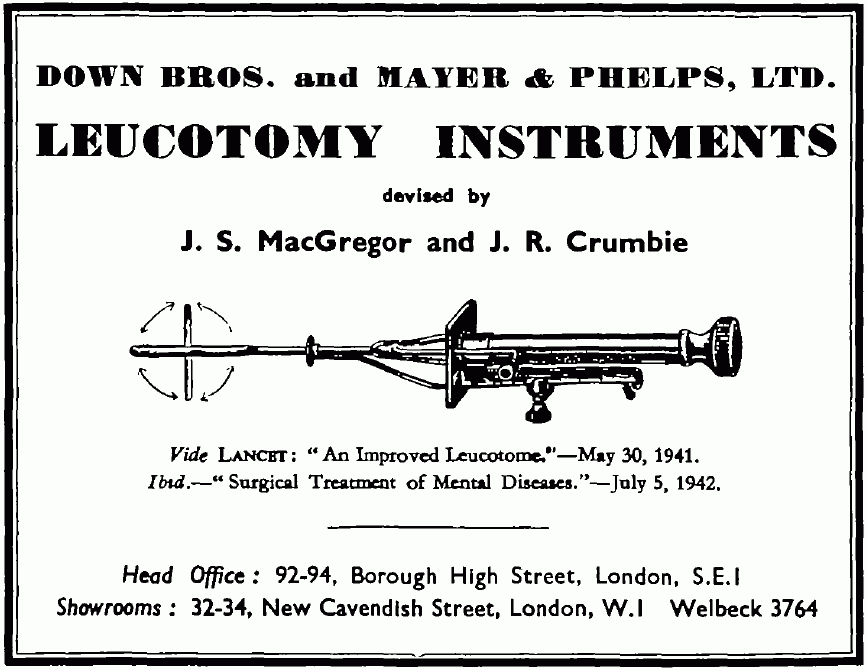
Лейкотом — инструмент для лоботомии

Широкое распространение получил разработанный в 1945 году американцем Уолтером Фрименом метод трансорбитальной лейкотомии («лоботомия топориком для льда»), при котором не требовалось сверлить череп пациента. Фримен стал ведущим пропагандистом лоботомии. Свою первую лоботомию он провёл, используя в качестве обезболивания электросудорожную терапию. Он нацеливал зауженный конец хирургического инструмента, напоминающего по форме нож для колки льда, на кость глазной впадины, с помощью хирургического молотка пробивал тонкий слой кости и вводил инструмент в мозг. После этого движением рукоятки ножа рассекались волокна лобных долей головного мозга. Фримен утверждал, что процедура устранит из «душевной болезни» пациента эмоциональную составляющую. Первые операции проводились с помощью настоящего ножа для колки льда. Впоследствии Фримен разработал для этой цели специальные инструменты — лейкотом, затем — орбитокласт. Фактически вся операция проводилась вслепую, и в результате хирург разрушал не только поражённые, по его мнению, участки мозга, но и значительную часть близлежащей мозговой ткани.
Первые исследования лоботомии привели к положительным результатам, однако, как впоследствии выяснилось, они были проведены без твёрдого следования методологии. Оценить положительные результаты лоботомии затруднительно, поскольку операции проводились по практически несопоставимым методикам на пациентах с различными диагнозами. Наступило выздоровление или нет — этот вопрос часто решался на основе такого прагматического критерия, как повышение управляемости пациента. После операции пациенты сразу становились спокойными и пассивными; многие буйные пациенты, подверженные приступам ярости, становились, по утверждению Фримана, молчаливыми и покорными. В результате их выписывали из психиатрических лечебниц, однако насколько они «выздоровели» на самом деле, оставалось неясным, поскольку в дальнейшем их, как правило, не обследовали.
В 1950-х годах более тщательно проведённые исследования выявили, что, кроме летального исхода, который наблюдался у 1,5—6 % оперируемых, лоботомия вызывает такие плачевные последствия, как припадки, большое прибавление в весе, потерю моторной координации, частичный паралич, недержание мочи и другие. Она приводила также к значительным нарушениям интеллекта у пациентов, ослаблению контроля за собственным поведением, апатии, эмоциональной неустойчивости, эмоциональной тупости, безынициативности и неспособности осуществлять целенаправленную деятельность, нарушениям речи. Многие пациенты после лоботомии лишались возможности критически мыслить, предсказывать дальнейший ход событий, были не в состоянии строить планы на будущее и выполнять любую работу, за исключением самой примитивной. Как отмечал сам Фримен, после сотен выполненных им операций около четверти пациентов остались жить с интеллектуальными возможностями домашнего животного, но «мы вполне довольны этими людьми…». Он также утверждал, что фронтальная лоботомия часто вызывает эпилептические припадки, причём время их появления было непредсказуемо: у одних пациентов они возникали вскоре после операции, у других — через 5—10 лет. Эпилепсия у пациентов, прошедших лоботомию, развивалась в 30 случаях из 100.
Даже в тех случаях, когда у пациентов в результате применения лоботомии купировались агрессивность, бред, галлюцинации или депрессия, через 5—15 лет нервные волокна от лобных долей нередко прорастали обратно в мозговое вещество, и бред, галлюцинации, агрессивность возобновлялись либо же развивались вновь депрессивные фазы. Попытка же повторения лоботомии приводила к дальнейшему нарастанию интеллектуального дефицита.
В начале 1950-х годов в США проводилось около 5000 лоботомий в год. В промежутке от 1936 до конца 1950-х годов лоботомию прошли 40 000—50 000 американцев. Показаниями были не только шизофрения, но и тяжёлый невроз навязчивых состояний. Операции проводились главным образом в нестерильных условиях. Часто лоботомию выполняли врачи, не имевшие хирургической подготовки, в чём и заключалось одно из злоупотреблений этим психохирургическим вмешательством. Не имея образования хирурга, Фримен, тем не менее, совершил около 3500 таких операций, путешествуя по стране в собственном фургоне, который был назван им «lobotomobile».
Лоботомия широко применялась не только в США, но и в ряде других стран мира, в число которых входили Великобритания, Финляндия, Норвегия, Швеция, Дания, Япония, СССР. Десятки тысяч пациентов подверглись этой операции в странах Европы.
Упадок лоботомии начался в 1950-е годы после того, как стали очевидными серьёзные неврологические осложнения этой операции. В дальнейшем проведение лоботомии было запрещено законодательно во многих странах. В СССР лоботомия была официально запрещена в 1950 году.
После упадка лоботомии развитие психохирургии не остановилось, получили развитие другие техники хирургических вмешательств, связанные с меньшим количеством побочных эффектов и меньшей смертностью. В конечном счёте психохирургические вмешательства стали допускать как возможное у небольшой части пациентов с резистентными психическими расстройствами, чаще всего аффективными или тревожными. К числу распространённых методов вмешательства относятся передняя цингулотомия, субкаудальная трактотомия, лимбическая лейкотомия и передняя капсулотомия.

## Лоботомия в СССР
Идеологом и инициатором внедрения префронтальной лейкотомии в СССР являлся основоположник органической психиатрии профессор Александр Шмарьян. Он убедил нейрохирурга профессора Бориса Егорова заняться префронтальной лоботомией. Психохирургия приобрела не только выдающегося нейрохирурга, но и поддержку Института нейрохирургии, директором которого с 1947 года стал Борис Егоров, одновременно заняв пост главного нейрохирурга Минздрава СССР.
Егоров предложил свою модификацию лоботомии. Вместо закрытого доступа через фрезевое отверстие или крышу орбиты он использовал костно-пластическую трепанацию, дававшую широкий обзор операционного поля и позволявшую точнее ориентироваться в определении мишени хирургического вмешательства. Лоботомия осуществлялась щадяще, как правило только в одной лобной доле, её полюсных отделах и всегда спереди от переднего рога бокового желудочка и подкорковых узлов. При такой методике исключались повреждения пирамидных путей и подкорковых образований.
Борис Егоров считал теоретической основой лечебного действия лоботомии разобщение префронтальной коры и подкорки. Академик Леон Орбели, консультировавший и сотрудничавший с Институтом психиатрии Минздрава РСФСР, писал, что «берёт на себя смелость говорить о физиологических выводах, следующих из лоботомии», а именно: «разобщение лобных долей от остальных отделов центральной нервной системы ведёт не столько к выключению роли лобных долей из их участия в формировании корковых процессов, сколько ведёт к тому, чтобы устранить или ослабить возможное влияние подкорковых узлов на кору мозга и установить влияние коры мозга на подкорковые образования», и при этом «интракортикальные связи почти не нарушаются».
Отбор больных для лоботомии был очень жёстким. Хирургический метод предлагался лишь в случаях неэффективности предшествующего длительного лечения, включая и инсулиновые комы, и электросудорожную терапию. Все больные не только проходили общее клиническое и неврологическое обследование, но и самым тщательным образом изучались психиатрически. Послеоперационный контроль был динамичным и объективизированным, фиксировались как приобретения в эмоциональной сфере, поведении и социальной адекватности хирургической деятельности, так и возможные потери. Всё это позволило выработать определённые показания и противопоказания к префронтальной лоботомии.
Хирургическое лечение психопатологии было включено в программу III Всесоюзного съезда неврологов и психиатров (1948). Нейрохирург Борис Егоров, психиатр Александр Шмарьян, нейроморфолог Павел Снесарев представили доклад «Хирургическое лечение шизофрении методом лобной лейкотомии», где анализировали свыше 100 операций. Метод лоботомии признали принципиально допустимым, но только в руках опытных нейрохирургов и в случаях, когда никакая другая терапия не даёт эффекта и поражение признаётся необратимым.
Новое направление в 1940-е годы в Ленинграде развивал нейрохирург профессор Исаак Бабчин. Он разработал щадящий хирургический доступ для выполнения лоботомии. Для подхода к лобным долям накладывались фрезевые отверстия парасагиттально. Далее лейкотомом оригинальной конструкции осуществлялось повреждение фронто-таламических путей. Свою операцию Бабчин назвал «фронтальной лейкотомией». Одновременно развернулись исследования по изучению анатомии и топографии корково-подкорковых путей. М. С. Короткевич в своей кандидатской диссертации уточнила связи коры больших полушарий с подкорковыми ядрами. А. А. Вагина в своей докторской диссертации обосновала лоботомию, успев до запрета выполнить важные фрагменты: «Анатомический анализ экспериментальной лейкотомии» и «Связи лобной доли с таламусом».
С 1945 по 1950 в Ленинграде лоботомию выполнили 155 больным. На основании совместного труда нейрохирургов и психиатров Исаак Бабчин в 1948 году опубликовал в журнале «Вопросы нейрохирургии» первую отечественную работу «Опыт хирургического лечения некоторых форм психических заболеваний». В том же году на III Всесоюзном съезде неврологов и психиатров Раиса Голант выступила с докладом, в котором подробно проанализировала результаты лоботомии у 120 больных, катамнестически прослеженных на глубину до 2,5 лет. Улучшение различной степени было достигнуто у 61 % оперированных. При этом в 21 % наблюдалась полная ремиссия без каких-либо лобных симптомов с возможностью возвращения к высококвалифицированному и ответственному труду. Вместе с тем у части больных выявился лобный дефект, который иногда преобладал над шизофреническим. Лоботомия оказалась наиболее эффективной при параноидной форме шизофрении. При простой форме шизофрении и при кататоническом ступоре хирургическое вмешательство успеха не приносило.
Лоботомию стали производить и в других городах СССР (Горьком, Киеве, Харькове, Алма-Ате, Свердловске, Ростове-на-Дону и др.). Общее количество по стране стало исчисляться сотнями наблюдений. Далеко не всем больным с неизлечимой шизофренией помогало оперативное вмешательство. Кроме того, выполнение без должных условий и хирургического мастерства нередко давало различные осложнения, создающие неблагоприятное впечатление о методе.
Борьба мнений о допустимости лоботомии как лечебного метода шла вначале в естественных рамках и формах. Противники и сторонники психохирургии обсудили проблему на Пленуме Всесоюзного научного общества неврологов и психиатров.
Результатом было следующее решение (от 4 февраля 1949 года):

Накопленный… клинический опыт, базирующийся на материале свыше 400 человек, прооперированных больных, показал, что операция фронтальной лоботомии является относительно эффективным и сравнительно безопасным методом лечения некоторых форм тяжёлой шизофрении, совершенно не поддающихся лечению другими, существующими в настоящее время консервативными способами.

### Запрет лоботомии
По некоторым оценкам, запрет лоботомии в СССР не был связан с идеологическими мотивами, а был обусловлен сугубо научными соображениями, такими как отсутствие строго обоснованной теории лоботомии; отсутствие строго разработанных клинических показаний и противопоказаний к операции; тяжёлые неврологические и психические последствия операции, в частности «лобный дефект».
Например, отмечалось, что одной из причин запрета префронтальной лейкотомии стало наличие у части пациентов, которым в прошлом была проведена операция, снижения интеллекта и наличие у них психоорганического синдрома различной выраженности, включающего судорожные эпилептиформные припадки, нарушение схемы тела с деперсонализацией, нарушения памяти и мыслительных способностей, апато-абулию и апраксию, насильственный смех и плач, расстройства речи, прожорливость, повышенную сексуальность, приступы закатывания глаз, ритмические гиперкинезы, оральные рефлексы (хоботковый, сосательный).
В мае 1950 года психиатр профессор Василий Гиляровский предложил вновь вернуться к обсуждению лейкотомии с тем, чтобы запретить её применение как метод лечения в психиатрических учреждениях. Вопрос был вновь рассмотрен на Пленуме Всесоюзного научного общества неврологов и психиатров 22—24 июня 1950 года. Принятая резолюция подтвердила предыдущее решение: «Признать применение фронтальной лейкотомии как метода лечения душевных заболеваний целесообразным в случае, когда все другие методы лечения не оказали терапевтического воздействия».
За эту резолюцию проголосовали 28 из 30 членов Правления, двое были против. Профессор Гиляровский настоял, чтобы записали его особое мнение: «Не считаю лейкотомию методом лечения, который можно рекомендовать психиатрическим учреждениям».
Гиляровский добился распоряжения Минздрава СССР о проверке результатов применения префронтальной лейкотомии на местах. В отчёте о проверке Ленинградского института имени Владимира Бехтерева было указано, что лейкотомии подверглось 176 больных, из них 152 — с диагнозом «шизофрения». Комиссии продемонстрировали 8 больных с хорошими результатами, однако у всех были обнаружены те или иные дефекты, некоторое органическое снижение. Операции делали и хирурги, и психиатры. Больных после лейкотомии обычно переводили в другие лечебные учреждения, и потому отдалённые исходы не изучались как следует.
Вскоре вышла статья того же Гиляровского в журнале «Медицинский работник» (№ 37 от 14.09.1950) «Учение Павлова — основа психиатрии». В ней резко критикуется метод лоботомии. Например:

Предполагается, что перерезка белого вещества лобных долей нарушает их связи с зрительным бугром и устраняет возможность поступления из него стимулов, приводящих к возбуждению и вообще расстраивающих психические функции. Это объяснение механистично и уходит своими корнями к узкому локализационизму, свойственному психиатрам Америки, откуда и перенесена к нам лейкотомия.

29 ноября 1950 г. газета «Правда» направила министру здравоохранения СССР опубликованное накануне в ней «Письмо в редакцию» — «Против одного лженаучного метода лечения», где, в частности, указывалось:

Одним из примеров бессилия буржуазной медицины является пользующийся широким распространением в американской психиатрии «новый метод лечения» психических заболеваний — лоботомия (лейкотомия)… Естественно, что в среде наших врачей, воспитанных в духе славных традиций великих гуманистов — Боткина, Пирогова, Корсакова, вооружённых учением И. П. Павлова, не может быть места таким «методам лечения», как лоботомия.

На следующий день после сигнала из «Правды» 30 ноября 1950 года состоялось заседание Президиума Учёного медицинского Совета Минздрава СССР, посвящённое применению лейкотомии. Было постановлено «воздержаться от применения префронтальной лейкотомии при нервно-психических заболеваниях как метода, противоречащего основным принципам хирургического лечения И. П. Павлова».
9 декабря (через 10 дней после постановления Учёного совета) был подписан приказ № 1003, запрещавший применение префронтальной лоботомии.

## Отражение в обществе
Лоботомия изображается и упоминается во многих известных кинофильмах и книгах, включая роман «Вся королевская рать» Роберта Пенна Уоррена, пьесу Теннесси Уильямса «Внезапно, прошлым летом», серию «Беспокойство» 4 сезона «Секретных материалов», роман «Пролетая над гнездом кукушки» К. Кизи и его одноимённую экранизацию, триллер «Остров проклятых» Мартина Скорсезе (поставленный по одноимённому роману Денниса Лихейна), фильм «Запрещённый приём», фильм «Фрэнсис», песню группы «Green Day» «Before the Lobotomy», песню группы «Гражданская оборона» «Лоботомия», песни группы «Bérurier Noir» «Lobotomie» и «Amputé», фантастический роман «Цветы для Э́лджернона» Дэниела Киза и другие. Доминирующее изображение эффектов лоботомии в произведениях искусства — это демонстрация пациента, впадающего после операции в вегетативное состояние, неспособного говорить, мыслить. Таким образом авторы стремятся изобразить бесчеловечность психиатров.
Случаи почти полного восстановления после лоботомии были редкими — это произошло, например, с Говардом Далли, подвергшимся операции в возрасте 12 лет и написавшим о себе впоследствии книгу «Моя лоботомия». Другим знаменитым случаем была история Розмари Кеннеди, младшей сестры президента США Джона Фицджералда Кеннеди, которая по просьбе своего отца была прооперирована Уолтером Фрименом в 1941 году. Став инвалидом в результате операции, она провела остаток своей жизни в различных учреждениях и умерла в 2005 году в возрасте 86 лет.